# Ourkherephemout (fils de Hori)
Pour les articles homonymes, voir Ourkherephemout.
Ourkherephemout est un  prêtre ouâb de Ptah et prêtre ritualiste. Il est  le fils du grand prêtre de Ptah Hori et vécut dans la seconde moitié de la XIXe dynastie.

## Généalogie
Probablement né sous le règne de Ramsès II, Ourkherephemout entre au service du dieu Ptah de Memphis dont son père Hori Ier était le grand prêtre.
Hori était lui-même le fils d'un autre grand prêtre de Ptah nommé Khâemouaset, fils de Ramsès II. Ourkherephemout appartient donc à une branche de la famille royale qui a été écartée des droits au trône à la suite du décès de Khâemouaset qui laissa la place d'héritier du trône d'Horus à Mérenptah.
Ourkherephemout dédicace une statue naophore à son père Hori. Cette statue est conservée au British Museum sous le numéro d'inventaire BM 845.
Ourkherephemout dont le nom est basé sur le principal titre du grand prêtre de Ptah et qui signifie grand des chefs des artisans, ne précise pas sur cette statue le nom de sa mère mais cite celui de son père et grand-père.
Il vécut probablement jusque sous le règne de Séthi II.
On n'a pas encore retrouvé la trace de son tombeau qui était probablement situé à Saqqarah. Un ouchebti au nom d'un personnage nommé Ourkherephemout, conservé dans la collection égyptologique du Musée du château de Mannheim pourrait lui appartenir,.